# 목욕

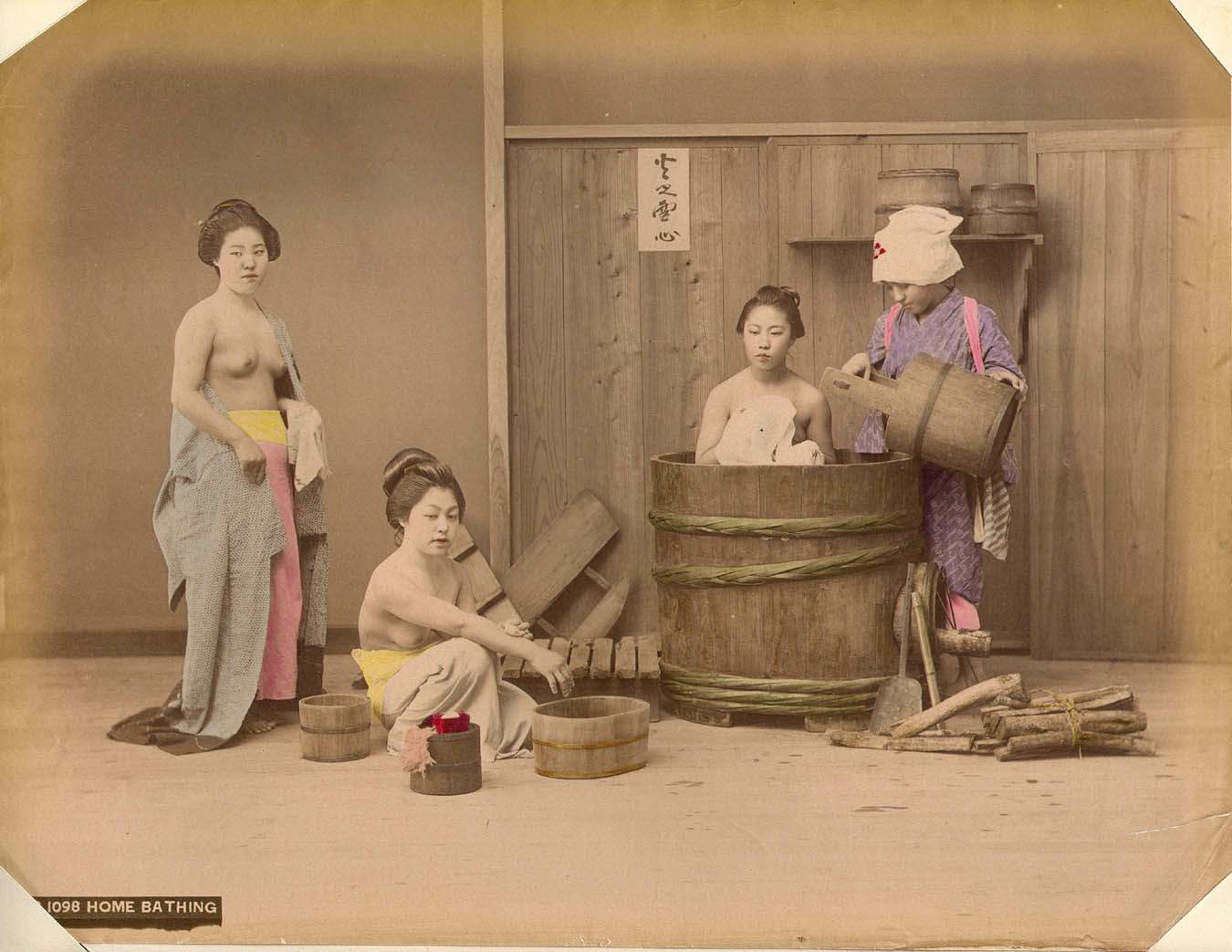
목욕하는 여자

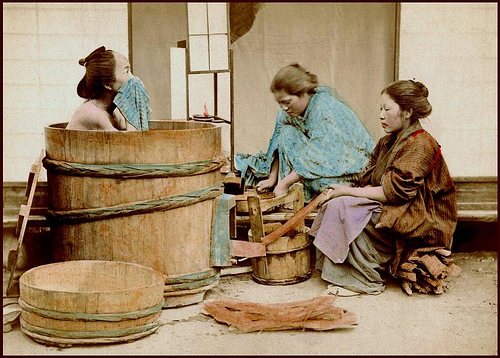
목욕하는 여자

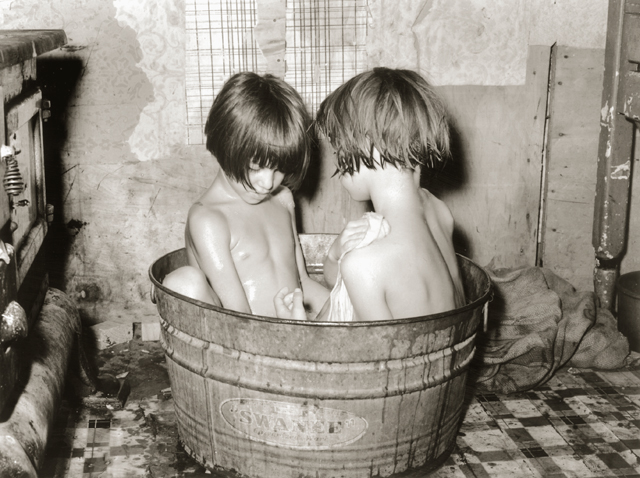
목욕하는 2명의 어린이.

목욕(沐浴)이란 무언가로 몸을 씻는 행위다. 특히 물로 씻는다. 청결하게 하려거나 치료를 하기 위해 목욕을 하는 것이 일반적이지만 종교적으로 하기도 한다.

## 역사
역사에 따르면, 여러 사회들은 물을 인구 중심지들에 댈 수 있는 시스템은 고안하였다.
고대 인도 사람들은 개인 위생을 위해 하루에 3번 목욕하고 씻는 일을 실천했다. 이는 gruhya sutras라는 작품에 기록되어 있으며, 오늘날에도 일부 공동체에서 실천되고 있다.

## 목욕의 목적
목욕의 한 목적은 개인 위생이다. 죽은 피부 세포, 오물과 흙을 제거하여 청결하게 만드는 수단으로, 질병 확산을 줄이는 예방 수단이기도 하다. 몸냄새를 제거하기도 한다.
목욕은 또한 종교적인 의식이나 치료적인 목적, 또는 레크리에이션 활동을 위해 수행할 수도 있다.

## 목욕의 종류

### 탕욕
탕욕(湯浴)은 욕조에 들어가서 몸을 담그고 하는 목욕이다. 영리 목적의 목욕탕에는 반드시 욕조가 설치되어 있어서 그곳에서 탕욕을 할 수 있다. 가정집에는 욕조가 설치되어 있지 않아 샤워만 할 수 있고 탕욕을 할 수 없는 목욕탕도 있다.

### 혼욕
혼욕(混浴)은 남자하고 여자가 함께 목욕하는 일이다. 일본, 유럽과 같이 영리목적의 혼탕이 개설되어 있는 나라에서는 목욕탕에서도 할 수 있다. 대한민국에는 영리목적의 혼탕이 없으므로, 일반 가정에서만 가능하다.

### 반신욕
반신욕(半身浴)은 가슴 밑까지 물에 잠기게 하는 목욕 방법이다.

## 같이 보기
- 센토 (목욕탕)
- 스파
- 테르메
- 욕조
- 사우나